# Madera dura

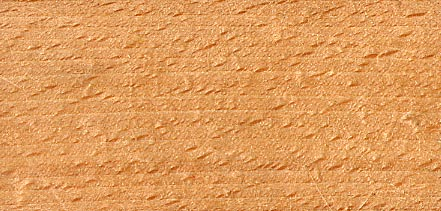
El haya proporciona una madera dura

La madera dura es un tipo de madera  que proviene de árboles del grupo de las angiospermas (más específicamente de las angiospermas no monocotiledóneas). Estos árboles crecen en las zonas templadas y boreales, son normalmente de hoja ancha y caducifolios pero en los trópicos y subtrópicos son perennifolias. 
La madera dura contrasta con la madera blanda que proviene de gimnospermas. Las maderas duras no son necesariamente más duras que las maderas blandas (hay un amplio rango de dureza) por ejemplo, la madera de balsa es más blanda que la mayoría de las maderas blandas, mientras que el tejo tiene una madera muy dura.  
No se tiene que confundir el término madera dura con el duramen que es una parte del tronco que puede ser de maderas clasificadas como blandas como de otras clasificadas como duras.

## Aplicaciones
Las maderas duras tienen muchas aplicaciones incluyendo: combustible, herramientas, construcción de edificios, construcción de barcas, fabricación de muebles, instrumentos musicales, parqué, botas, para carbón vegetal, etc. La madera dura tiende a ser más cara que la madera blanda, por ejemplo para hacer puertas, más económicas, con la apariencia de ser de madera dura se usan placas de madera dura que recubren el núcleo de madera blanda.  La mayor densidad de la madera dura la hace adecuada para los instrumentos musicales. 
En las hogueras y para ahumar alimentos, las maderas duras como las de encinas, robles o cerezos son más adecuadas que las blandas (como las de los pinos) dado que tienden a arder con más fuerza y durante más tiempo.